# Chì(II) styphnat
Chì(II) styphnat (C6HN3O8Pb), tên của nó được lấy từ gốc của axit styphnic, là một chất nổ có độ nhạy cao, được sử dụng trong các hạt nổ và các kíp nổ.
Có hai dạng chì(II) styphnat: dạng tinh thể monohydrate 6 cạnh và dạng tinh thể hình chữ nhật. Chì(II) styphnat có màu khác nhau từ màu vàng đến màu nâu. Chất này đặc biệt nhạy nổ với lửa, với va đập và với sự phóng điện của các điện tích tĩnh điện (do ma sát gây ra). Chì styphnat không phản ứng với kim loại và ít nhạy nổ hơn với sự va chạm hay ma sát so với thủy ngân(II) fulminat hay chì(II) azua.